# Ingen riktig finne
Ingen riktig finne (finska: Laulu koti-ikävästä) är en finsk dokumentärfilm från 2010 regisserad av Mika Ronkainen.
Filmen visades på Göteborgs filmfestival 2013 där den vann priset "Bästa nordiska dokumentär".